# Mărașu, Brăila
Mărașu este satul de reședință al comunei cu același nume din județul Brăila, Muntenia, România.
Mărașu este o localitate din categoria satelor mici. Majoritatea locuitorilor se ocupă cu agricultura (cereale, floarea soarelui) și creșterea animalelor. 